# 중화인민공화국 국가법
《중화인민공화국 국가법》(중국어 간체자: 中华人民共和国国歌法, 정체자: 中華人民共和國國歌法)은 전국인민대표대회 상무위원회 법제공작위원회가 《중화인민공화국 헌법》에 명시된 《의용군 진행곡》(국가) 조항에 따라 중화인민공화국의 국가 사용을 규율하는 중화인민공화국의 전국성 법률이다. 이 법률은 국가를 연주하는 장소, 국가 연주·제창 의례, 선전 교육, 위법 행위의 처벌을 담고 있다. 2017년 초반에 시진핑 국가주석 겸 중국공산당 중앙위원회 총서기가 입법 절차를 승인했고 전국인민대표대회 상무위원회는 시진핑 주석의 지시에 따라 2017년 입법 사업 계획에 포함시켰다. 《중화인민공화국 국가법》은 2017년 9월 1일에 제12차 전국인민대표대회 상무위원회 제29차 회의에서 의결되어 2017년 10월 1일부터 시행되었다.

## 입법 배경과 과정
선춘야오(沈春耀) 전국인민대표대회(전인대) 상무위원회 법제공작위원회 주임은 초안 제청 설명에서 "수년 동안 국가는 애국심과 우환 의식, 용기를 담아 나아가는 민족 정신, 마음 깊이 파고들어 많은 인민이 조국을 사랑하고 국가를 숭배하며 국가를 연주하고 사용하는 것이 좋다. 하지만 실제 생활에서도 국가를 잘못 부르고, 참여자의 거동이 맞지 않고, 국가 표준 악보가 발표되지 않아 연주와 재생에 영향을 주는 경우가 있다."고 말했다.
중화인민공화국 국가법이 제정되기 이전에는 1984년 8월 1일에 중국공산당 중앙선전부가 중화인민공화국 국경에서 국가 연주·제창을 규범화하기 위해 제정한 《중화인민공화국 국가 연주·제창에 관한 잠정적 방법》(중국어: 关于中华人民共和国国歌奏唱的暂行办法), 2014년 12월 12일에 중국공산당 중앙판공청, 중화인민공화국 국무원 판공청이 발간한 《국가 연주·제창 의례 규범의 실행에 관한 의견》(중국어: 关于规范国歌奏唱礼仪的实施意见)이 있었다. 이 가운데 국가 연주·제창 의례 규범의 실행에 관한 의견은 국가를 연주·제창하는 장소, 연주·제창 예절, 국가 홍보 교육 등을 다루고 있으며 대외적인 행사, 스포츠 경기, 학교 행사 등 행사에서의 국가 사용에 대한 상세한 지도를 하고 있다.
중국 인민해방군에서 군악단 지휘자를 역임했던 위하이(于海) 중국인민정치협상회의(정협) 전국위원회 위원은 2008년부터 매년 정협 회의에서 국가에 관한 법률을 입법할 것을 제안했다. 이어 서예가 출신인 옌궁다(言恭達) 정협 전국위원회 위원도 2015년 3월에 국가법 제정을 제안했다. 당시 《국가법》 제정이 발의된 이유는 중국 민중들의 국가 인식 부족 때문이었는데 중국 내에서는 청년들이 국가를 잘못 이해하고 있다는 소식이 자주 전해지면서 젊은 세대의 국가 의식 부족을 우려했다.
《국가법》 제정은 그동안 중국 내에서 무시되어 왔다. 그러던 중에 2015년 6월에 중국과 홍콩이 2018년 FIFA 월드컵 아시아 지역 2차 예선에서 같은 조에 묶였다. 중국 대륙과 홍콩의 정치적 관계는 '우산 혁명'이라고도 부르는 2014년 홍콩 시위를 계기로 급속도로 악화되었는데 홍콩의 축구 팬들은 중국 축구 협회가 포스터를 통해 홍콩 축구 국가대표팀에 합류한 흑인과 백인 선수들을 향해 인종 차별 행위를 벌였다는 의혹을 제기했다. 이에 중국 대륙의 네티즌들은 홍콩인들을 향해 '홍콩의 개'(港狗), '영국의 개'(英犬) 등으로 모욕하는 방식의 사이버 폭력으로 맞대응했다. 또한 홍콩의 축구 팬들은 홍콩 축구 국가대표팀의 경기 시작에 앞서 중화인민공화국의 국가가 연주되는 동안에 야유를 보냈다. 국제 축구 연맹(FIFA)은 2015년에 홍콩의 축구 팬들이 부적절한 행위를 일으켰다고 지적하고 홍콩 축구 협회에 5,000 스위스 프랑의 벌금을 부과하기도 했다. 홍콩의 축구 팬들의 '국가 야유' 사건은 이후에도 계속되었고 국가법 제정에 대한 중국 내 민관들의 관심을 불러일으켰다. 전인대 상무위원회는 2016년에 홍콩 입법회 위원 취임 선서 도중에 홍콩의 독립을 주장하여 정치적 논란을 일으킨 일부 의원들에게 의원직을 박탈하는 《홍콩 특별 행정구 기본법》 해석을 진행하고 매 경기가 시작되기 이전마다 국가가 연주되는 단계에서 국가에 대해 갈채를 보냈다.
2016년 12월 12일에는 장더장(張德江) 전인대 상무위원장이 제12기 전국인민대표대회 상무위원회 제84차 위원장 회의를 주재해 '전인대 상무위원회 2017년 입법 사업 계획'을 통과시켰다. 2017년 4월 11일에는 제12기 전국인민대표대회 상무위원회 제93차 위원장 회의에서 수정 과정을 마치고 2017년 5월 2일에 공개했다. 이 계획에는 《중화인민공화국 국가법》이 포함되어 있는데 첫 심의 법률안은 2017년 6월 첫 심의에 들어갈 예정이다.
2017년 6월 22일에 전인대 상무위원회 법제공작위원회가 작성한 《중화인민공화국 국가법 초안》(중국어: 中华人民共和国国歌法（草案）)은 제12기 전국인민대표대회 상무위원회 제28차 회의에 처음 심의를 요청했다. 《중화인민공화국 국가법 초안》은 6월 28일부터 7월 27일까지 전인대 상무위원회의 공식 웹사이트인 중국인대망(中國人大網)을 통해 첫 의견 수렴을 진행했다. 《중화인민공화국 국가법 초안》 1차 심의 과정에서 공개된 전문 15개 조항은 중화인민공화국의 국가 연주·제창과 방송, 사용을 규정하고 있는데 여기에는 국가에 대한 지위, 국가를 연주·제창하는 장소, 국가를 연주·제창하는 형식과 의례 등이 담겨 있다.
2017년 8월 28일에는 제12기 전인대 상무위원회 제29차 회의에서 《중화인민공화국 국가법 초안》 심의가 진행되었다. 이번 심의는 기존의 초안 대부분을 수정 조정해 내용을 합리화했다. 이는 중화인민공화국 국가법에 관한 역대 초안에서 제2조와 제12조만이 처음 제정된 이후에 변동이 없는 2가지 조항이다.
2017년 9월 1일에 제12기 전국인민대표대회 상무위원회 제29차 전체 회의에서 《중화인민공화국 국가법》이 의결되었다. 이어 시진핑(習近平) 주석이 전인대 상무위원회 결의에 따라 《중화인민공화국 주석령 제75호》에 서명해 공포되었고 2017년 10월 1일부터 시행이 확정되었다.

## 법률의 시행
국가를 부를 때는 경건하게 서 있어야 하고 거동이 경건해야 하며 국가를 존중하지 않으면 안 된다.
국가는 상표·상업 광고 등에 사용되거나 편법적으로 사용되거나 개인의 장례식 등 부적절한 장소에서 사용되거나 공공장소의 배경 음악 등으로 사용돼서는 안 된다.
공공장소에서 가사나 곡조를 고의로 왜곡·폄훼하는 방식으로 국가를 부르거나 다른 방식으로 국가를 모욕한 경우 공안 기관의 경고 또는 15일 이하의 구류에 처해진다. 범죄가 성립될 경우에는 형사 책임을 묻는다.

### 중국 대륙
《중화인민공화국 국가법》의 완전한 전문은 주로 중국 대륙의 성급행정구(각 성, 직할시, 자치구)가 지방의 실정에 근거하여 관련 행정 법규를 제정하여 구체적으로 실시하도록 한다. 중국 대륙의 각 방송 매체에 대해서는 국무원 산하 국가신문출판광전총국(2018년 이후에는 국가광파전시총국)이 2017년에 발표한 《〈중화인민공화국 국가법〉을 관철하기 위한 학습 선전에 관한 통지》(중국어: 关于学习宣传贯彻〈中华人民共和国国歌法〉的通知)를 시행 기준으로 통일했다.
국가신문출판광전총국이 발표한 《〈중화인민공화국 국가법〉을 관철하기 위한 학습 선전에 관한 통지》는 국가법 반포와 시행이 헌법 규정과 시진핑 주석의 중요 지시를 이행하는 중요한 조치라고 설명했다. 지방 방송국의 경우 대부분 성급 방송 매체에서 사실상 성도·단열시·지급시의 1개 방송 채널에서만 국가를 방송하고 있으며 일부 성·시의 방송국에서는 위성 방송 이외의 1번째 종합 편성 채널(일반적으로 2번째 채널이 위성 종합 편성 채널임)에서 국가를 방송하고 있다. 또한 "위성 텔레비전"이라는 호칭을 쓰는 외선 채널이나 사투리 채널에서도 국가가 송출되며 민족어 위성 채널에서는 민족어 자막이 들어간 국가가 방영된다.
2019년 5월 1일 이전까지 국가를 방송해야 하는 방송 채널은 중화인민공화국 국경절, 노동절 등 중요한 국가 법정 명절, 기념일에 오전 10시 정각에만 국가를 방송했다. 2019년 5월 1일부터 12월 31일까지는 중화인민공화국 수립 70주년을 축하하기 위한 《나와 나의 조국》(중국어: 我和我的祖国)의 대중적인 테마 홍보 교육 활동에 맞춰 각급 방송국, 방송 채널은 매일 베이징 시간으로 오전 7시에 국가를 방송해야 한다. 그동안 중요 기념일에 오전 10시 정각에 국가를 송출해야 한다는 조항은 일단 동결되었다. 2020년 1월 1일부터 강제 규정이 없어졌지만 중국중앙텔레비전, 중앙광역텔레비전, 다수의 지방 방송국과 같이 국가를 방송해야 하는 방송 채널은 매일 오전 7시(국가를 방송해야 할 방송 채널이 뉴스 및 신문 요약 방송 시간을 늘리는 경우에는 순연됨)에 국가를 송출해야 한다.
텔레비전, 라디오 방송국은 중국중앙텔레비전, 중앙광파전시총대, 중국국제방송에서 2021년판으로 교체되었고 지방 방송에는 2018년판과 2021년판이 양립된 상태이다. 이 법이 정식으로 시행됨에 따라 2014년 12월 12일에 중국공산당 중앙판공청, 국무원 판공청이 발간한 《국가 연주·제창 의례 규범에 관한 실시 의견》은 사실상 효력을 상실하였다.

### 마카오
마카오의 입법에 앞서 전인대 상무위원회 법제공작위원회는 《중화인민공화국 국가법》이 전국적인 법률에 해당하며 법률이 확정되면 이를 전인대 상무위원회의 결정을 거쳐 《마카오 특별 행정구 기본법》의 부칙 제3조에 포함시켜 마카오에 적용하겠다고 밝혔다.
마카오에서는 이미 시행된 《법률 제5/1999호》가 국가를 모욕하는 행위에 관한 처벌을 규정하고 있다. 이 법률 제7조에 따르면 국가는 이 법률 부칙 제4장에 명시된 공식적인 악보 규정에 따라 연주해야 하며 가사도 수정할 수 없다. 제9조에 따르면 악보에 따르지 않는 연주, 가사를 변경하는 등 국가 상징에 대한 불손함을 금지하고 있다. 제9조는 이와 함께 언어·동작·문서 유포·그 외의 공중과 통신하는 도구로 국가의 상징을 공공연히 모욕하거나 불손하게 대하는 자는 최고 3년 이하의 징역 또는 최고 360일의 벌금에 처하도록 규정하고 있다. 마카오 유일의 무료 방송인 TDM도 일부 시간대에 국가를 방영한다.
2017년 11월 4일에 열린 제12기 전인대 상무위원회 제30차 회의는 중화인민공화국 국가법을 《마카오 특별 행정구 기본법》 부칙 제3조에 포함시키기로 결정했다. 마카오 입법회는 2019년 1월 24일에 《법률 제5/1999호 (국기, 국장, 국가의 사용과 보호)》(중국어: 修改第5/1999號法律〈國旗、國徽及國歌的使用及保護〉) 개정안을 가결했다.

### 홍콩
《중화인민공화국 국가법》 제정을 계기로 홍콩 입법회는 2019년 1월 8일에 《국가조례》(國歌條例) 초안을 발의하고 입법을 추진했다. 하지만 2019-2020년 홍콩 시위의 여파로 홍콩 입법회가 2019년 7월부터 휴회에 들어가면서 한동안 중단되었는데 홍콩의 민주파 진영은 7개월 동안에 걸친 필리버스터를 통해 《국가조례》 상정을 저지하려고 했다.
2020년 5월 18일에 홍콩 입법회 내무위원회 주석으로 선출된 민주건항협진련맹 소속 스태리 리 의원은 《국가조례》를 심의하고 표결을 진행하겠다고 밝혔다. 2020년 5월 28일에는 홍콩 입법회가 《국가조례》 심의를 진행하던 도중에 민주파 의원 2명이 회의장에서 쫓겨났다. 특히 민주당 소속 테드 후이 의원은 앤드루 렁 입법회 주석을 향해 썩은 화초를 던지면서 "일국양제는 썩었고 홍콩의 법치와 가치도 썩었다."고 항의하기도 했다. 2020년 6월 4일에는 홍콩 입법회가 《국가조례》를 찬성 41표, 반대 1표로 가결했다.

## 관련 사건
2017년 11월 14일에 내몽골 자치구 츠펑시 닝청현에서 왕(王)씨 성을 가진 남자 앵커가 《의용군 진행곡》을 콰이서우(快手) 동영상 생중계 플랫폼을 통해 패러디 형식으로 부르다가 위반이라는 지적에 따라 고발되었다. 2018년 10월 30일에는 닝청현 경찰이 공식 위챗을 통해 이 남성에게 15일 동안의 행정 구류 처분을 내렸다고 밝혔다.
2018년 10월 7일에는 후야(虎牙)의 여자 인터넷 방송 진행자인 리커(莉哥, 본명 양카이리(楊凱莉))는 생방송 도중에 국가의 곡조를 왜곡해서 히죽거리며 국가의 첫 문장을 부르고 국가를 자신의 인터넷 콘서트 개막곡으로 삼았다. 10월 10일에는 후야가 《중화인민공화국 국가법》에서 국가를 부를 때 엄숙한 태도를 취해야 한다고 통보했다. 이에 따라 후야는 이날부터 리커의 생방송을 금지하고 계정을 동결하는 한편 해당 영상물을 모두 삭제하고 개선 교육을 실시하기로 결정했다. 10월 13일에는 상하이시 징안구 경찰이 이미 법률에 따라 양카이리에 대해 5일 동안의 행정 구류에 처했다고 통보했다.
2021년 9월 26일에는 장쑤성 창저우시 허하이 파출소에서 위챗에 국가 가사를 조작한 정보를 올린다는 주민 신고가 접수되었다. 경찰 조사 결과에 따르면 천(陳)씨 성을 가진 피의자는 최근 자신의 거주 커뮤니티에 공시된 입주 예정 및 주차 요금 관리 방안에 불만을 품고 9월 25일에 이 단지 업주 위챗에서 국가 가사를 바꿔서 올린 것으로 드러났다. 사건 발생 직후에 경찰 측은 이미 법에 따라 사건에 연루된 피의자에 대해 경고 처분을 내렸다.

## 참고 문헌

### 참고 자료
- “中华人民共和国国歌法（全文）” (PDF). 《中国人大网》. 2017년 9월 1일. 2017년 9월 1일에 원본 문서 (PDF)에서 보존된 문서. 2017년 9월 1일에 확인함.